# 138 (număr)
138 (o sută treizeci și opt) este numărul natural care urmează după 137 și precede pe 139.

## În matematică
138:
Este un număr abundent.
Este un număr semiperfect (pseudoperfect).
Este un număr sfenic, suma a patru numere prime consecutive (29 + 31 + 37 + 41) și cel mai mic produs al trei numere prime, astfel încât în baza 10, al treilea prim este o concatenare a celorlalte două: {\displaystyle 2\cdot 3\cdot 23}.
Este un număr 47-gonal și un număr Ulam.
Este al 72-lea număr congruent normal  și al 49-lea număr congruent primitiv sau pătrat.

## În știință

### Astronomie
- NGC 138, o galaxie spirală, posibil lenticulară, situată în constelația Peștii.
- 138 Tolosa, o planetă minoră, un asteroid din centura principală.
- 138P/Shoemaker-Levy, o cometă

## În religie
- Psalmul 138

## În cultura populară
- Sonetul 138 de William Shakespeare